# Lenguas shastanas

Distribución aproximada de las lenguas shasta hacia el.

Las lenguas shasta (también llamada shastanas) estaba formada por cuatro lenguas, habladas anteriormente en el norte de California y sur de Oregón, Estados Unidos.

## Clasificación
Toda la familia se encuentra actualmente extinguida. De la misma, el Shasta fue la última lengua hablada. En la década de 1980 todavía tenía tres parlantes ancianos. Las lenguas clasificadas como shasta son cuatro:
1. Konomihu (†)
2. Shasta New River (†)
3. Okwanuchu (†)
4. Shasta (también conocida como Shastika) (†)

Las lenguas shastanas han considerado a menudo dentro de un hipotético grupo de lenguas hokanas.

## Descripción lingüística

### Gramática
Los pronombres personales vienen dadaos por:
|     | singular | plural   |
| --- | -------- | -------- |
| 1.ª | yah´-a   | wa-ka    |
| 2.ª | ma-yi    | maˑkáʔ   |
| 3.ª | hat´-sin | kʷaˑk'áʔ |

### Comparación léxica
Los numerales vienen dados por:
| GLOSA | Shasta         |
| ----- | -------------- |
| 1     | ʦʼamo          |
| 2     | xokʷa          |
| 3     | xaʦki          |
| 4     | irahaya        |
| 5     | eʔʦa           |
| 6     | ʦo-wateha      |
| 7     | xokʷa-wateha   |
| 8     | xaʦki-wateha   |
| 9     | irahaya-wateha |
| 10    | eʔʦe-hewi      |